# بابل (جريدة)
صحيفة بابل جريدة سياسية عراقية أسّسها عدي صدام حسين يوم 31 آذار سنة 1991، كانت واحدة من سبع جرائد يومية عراقية، منها خمس جرائد سياسية هي «الثورة» و«الجمهورية» و«القادسية» و«العراق» و«العراق ديلي» باللغة الإنكليزية، و«البعث الرياضي»، امتازت الجريدة بنمط صحافي جديد، ينقد بعض المسؤولين كما ينقد المعارضين نقداً حادّاً، وفي يوم 10 آب سنة 1996م، أُوقفت الجريدة 4 أيام، ثم أوقفت الجريدة شهراً، من يوم 20 تشرين الثاني سنة 2002م، وكان ذلك يُعدّ شيئاً نادراً، إذ كانت الصحيفة يملكها عدي ابن الرئيس صدام، وبعد انقضاء الشهر، عاودت الصحيفة للنشر، ونشرت في عددها وصفاً لمحتوى الجريدة وشعبيتها، ونقلت الصحيفة تقييماً لها، منقولاً من جريدة الشرق الأوسط التي وصفت جريدة بابل أنها «دأبت منذ فترة صدورها الأولى على إغناء القارئ العراقي بما لم يعتد عليه من أخبار في صحافته اليومية الرسمية ومن خلال العديد من الأبواب المقروءة مثل ركن «على ذمة الوكالات». وفقاً لجليل عطية، فإن جريدة بابل لم تصدر بموافقة رسمية، وظلّت كذلك 4 أشهر، حتى عٌدت جلسة للمجلس الوني العراقي، للتصويت عليها، فوافقوا بالإجماع، ولذلك يذكر عديّ أن جريدته صدرت باسم الشعب.

## مديرو التحرير
عباس الجنابي.